# Daichi Suzuki
Daichi Suzuki (Japans: 鈴木大地 Suzuki Daichi) (Narashino, 10 maart 1967) is een voormalig topzwemmer uit Japan, die in 1988 de gouden medaille won op de 100 meter rugslag bij de Olympische Spelen van Seoel. Hij deed dat na een enerverend gevecht met zijn Amerikaanse collega Dave Berkoff, die net als hij lange tijd onder water bleef en daarmee de aanzet gaf tot de revolutionaire onderwatertechniek met de zogeheten dolphin kick. Suzuki versloeg de gedoodverfde favoriet Berkoff, op dat moment houder van het wereldrecord op die afstand, met diens eigen wapens.
1908: Arno Bieberstein ·
1912: Harry Hebner ·
1920: Warren Kealoha ·
1924: Warren Kealoha ·
1928: George Kojac ·
1932: Masaji Kiyokawa ·
1936: Adolph Kiefer ·
1948: Allen Stack ·
1952: Yoshinobu Oyakawa ·
1956: David Theile ·
1960: David Theile ·
1968: Roland Matthes ·
1972: Roland Matthes ·
1976: John Naber ·
1980: Bengt Baron ·
1984: Rick Carey ·
1988: Daichi Suzuki ·
1992: Mark Tewksbury ·
1996: Jeff Rouse ·
2000: Lenny Krayzelburg ·
2004: Aaron Peirsol ·
2008: Aaron Peirsol ·
2012: Matt Grevers ·
2016: Ryan Murphy ·
2020: Jevgeni Rylov ·
2024: Thomas Ceccon
- CiNii: DA11078735
- Bibliotheek van het Japanse parlement: 00535105
- Virtual International Authority File: 255505450